# Het Nest
Het Nest (Engels: The Burrow) is in de Harry Potter-boekenserie van de Britse schrijfster J.K. Rowling de naam van het huis van de familie Wemel.

## In de boeken
Het huis wordt als een veilige plaats gezien en Harry Potter brengt er regelmatig een meestal aangename tijd door. Het huis ligt net buiten het dorpje Greenwitch (Engels: Ottery St. Catchpole), waar ook de families van Loena Leeflang en Carlo Kannewasser wonen.
Het huis is zo krankzinnig gebouwd dat Harry vermoedt dat het wel door magie moet worden bij elkaar gehouden. Het huis doet hem denken aan een oude varkensschuur waaraan steeds weer een kamer bij is gebouwd. Het heeft zes slaapkamers en zes verdiepingen, plus een zolder, met een gammele ongelijke trap. Het huis geeft, ondanks de tuinkabouters, de oude laarzen en de grauwel op zolder een comfortabel, warm gevoel. Harry zegt al tijdens zijn eerste bezoek aan het huis dat het het beste huis is dat hij ooit heeft gezien. Draco Malfidus maakt vaak snerende opmerkingen over het huis, hij beweert dan dat het gammel en klein is in tegenstelling tot het landhuis waarin hij en zijn ouders wonen (Villa Malfidus). Hij zegt altijd dat de Wemels "met z'n allen op één kamer leven".
Het huis heeft een eigen boomgaard die gelegen is op een heuveltje naast het huis. De boomgaard wordt door de Wemels ook gebruikt als Zwerkbal-oefenveldje. In plaats van een echte Slurk en echte Beukers gebruiken de Wemels dan appels om naar elkaar over te gooien, omdat de Beukers niet door Dreuzels gezien mogen worden.

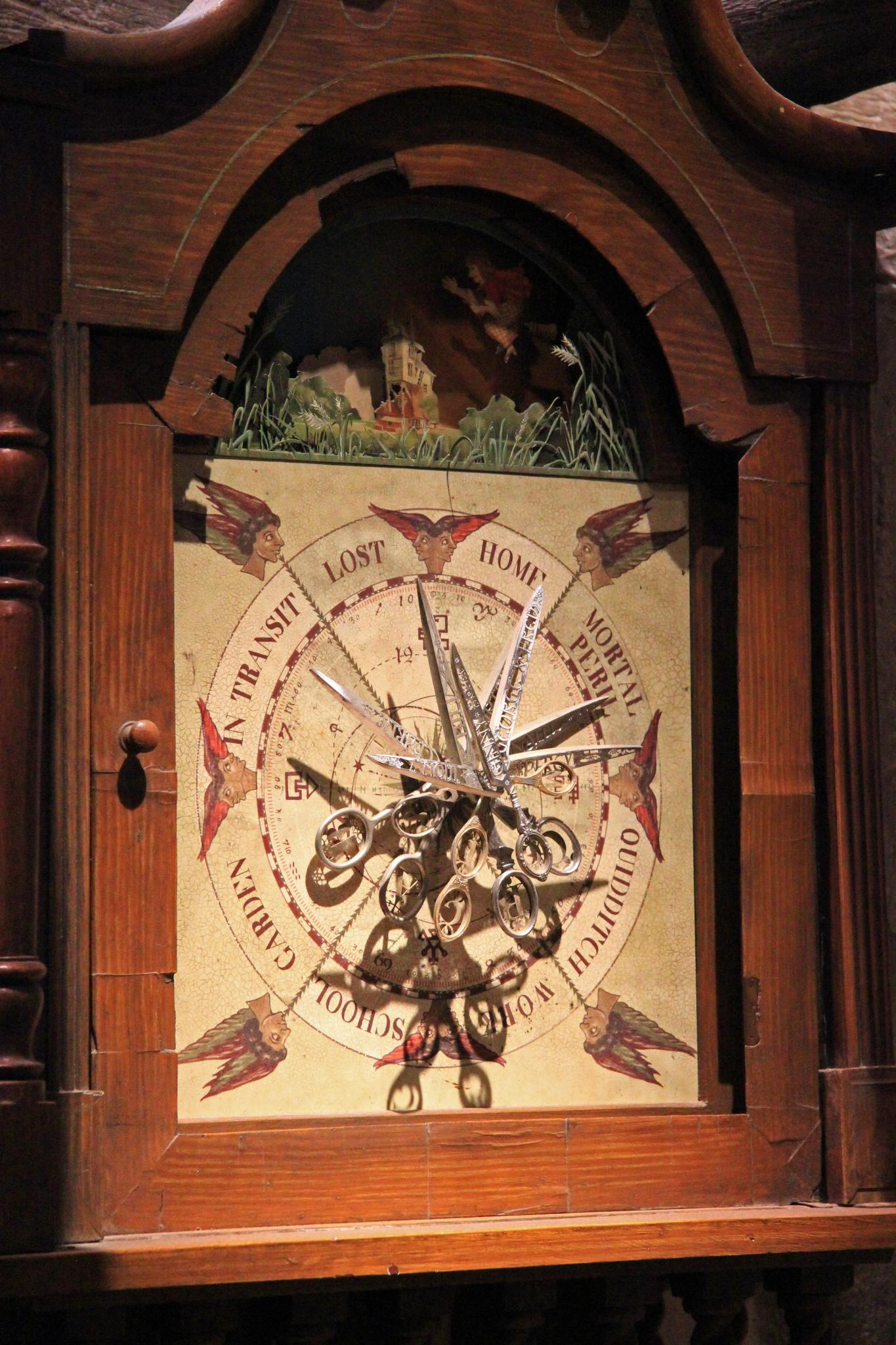
Klok in het huis

In het huis hangt een heel bijzondere klok. Op die klok kan men namelijk niet zien hoe laat het is, maar waar of in welke toestand de Wemels zich bevinden. De klok heeft negen wijzers, voor elke Wemel een. Locaties en toestanden die erop vermeld staan zijn bijvoorbeeld "thuis", "onderweg", "werk", "school" maar ook "levensgevaar". Zodra blijkt dat Heer Voldemort is teruggekeerd, staan alle negen wijzers hierop.
Het Nest werd gebruikt als hoofdkwartier van de Orde van de Feniks in Harry Potter en de Relieken van de Dood.

## In de films
In tegenstelling tot de verhaallijn in de boeken wordt Het Nest in de zesde film (De Halfbloed Prins) in brand gestoken door dooddoeners, waaronder Bellatrix van Detta en Fenrir Vaalhaar.

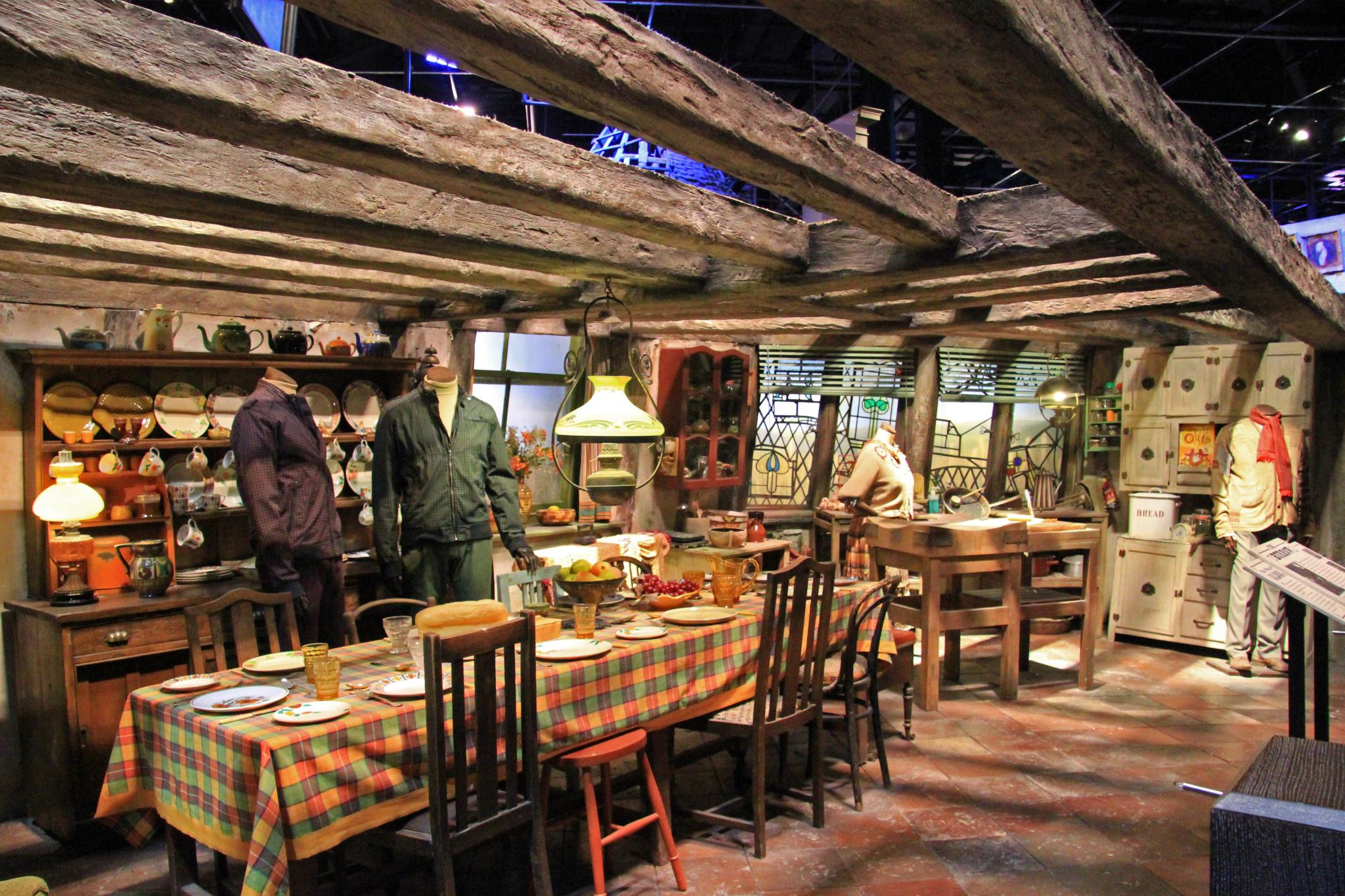
Binnenkant van de woning